# Edmond Halley

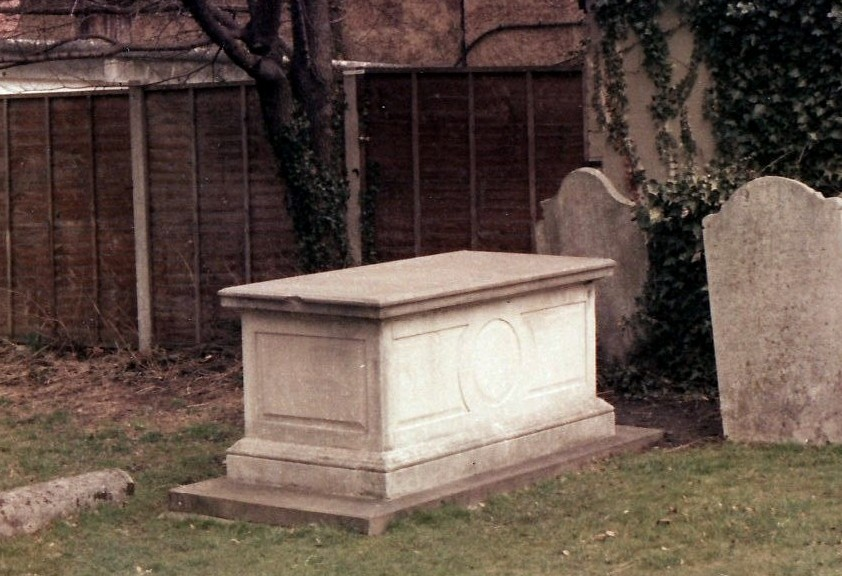
Edmond Halleys grav.

Edmond Halley, född 8 november (29 oktober enligt g.s.) 1656 i Haggerston nära London, död 14 januari 1742 i Greenwich, var en engelsk astronom, geofysiker, matematiker, meteorolog och fysiker. Han är mest känd för sin slutsats om att de kometer man siktat 1456, 1531, 1607 och 1682 var en och samma, han förutsåg också att den skulle återkomma 1758. Numera är denna komet känd som Halleys komet, uppkallad efter honom.

## Biografi
Halley uppfann redan vid nitton års ålder en ny metod att bestämma planetbanornas aphelier och excentriciteter, beskriven i
Methodus directa et geometrica investigandi aphelia, excentricitates proportionesque orbium planetarum primariorum, 1676. För att noggrant bestämma läget av den södra hemisfärens stjärnor reste han 1676 till S:t Helena och återvände efter två år till England, där han, som en frukt av sin resa, 1679 utgav Catalogus stellarum australium. 
1678 invaldes han i Royal Society, vars sekreterare han var 1713–1721. På detta samfunds uppdrag begav sig Halley 1679 till Danzig för att avsluta en vetenskaplig tvist angående noggrannheten av observationer med och utan kikare samt fortsatte vidare resan genom Frankrike till Italien, varunder han i Paris jämte Cassini upptäckte den stora kometen 1680. 
Återkommen till England, bosatte han sig i Islington och sysselsatte sig främst med månobservationer. År 1691 fäste han uppmärksamheten på Venuspassagens vikt för bestämmandet av solens parallax. Sin metod för denna bestämning offentliggjorde han i "Philos. transactions" 1693 och 1716; idén därtill hade han fått redan vid iakttagandet (på S:t Helena) av Merkuriuspassagen 1677. 
1692 så föreslog Halley att jorden är ihålig i Teorin om en ihålig jord ("Hollow Earth"). Teorin var att jorden har fyra utomliggandes lager, varav vi lever på det yttersta laget. Varje lager hade, enligt Halley, sin egen magnetiska pol, men vårt yttre lagers magnetiska pol påverkades av de inre lagrens poler, varav det blev avvikelser.
För att bestämma magnetnålens avvikelse på olika punkter av jordytan företog han 1698–1700 två resor till Afrika och Amerika och gav därigenom första uppslaget till noggranna undersökningar av jordmagnetismen. Resultatet av dessa forskningsresor offentliggjorde han i A general chart shewing at one view the variation of the compass (1701), den första deklinationskartan. 
År 1703 utnämndes han till professor i geometri vid universitetet i Oxford och blev 1720 föreståndare för observatoriet i Greenwich med titeln Astronomer Royal. Under tiden mellan dessa båda utnämningar arbetade han med sina långt tidigare påbörjade månundersökningar, utbildande därigenom en ny metod för bestämningar av longituden på sjön, beräknade efter den av Newton uppfunna nya metoden banelementen för kometerna av åren 1531, 1607 och 1682. Halleys visade i A synopsis of the astronomy of comets (1705), att de tillhörde en och samma efter en period av omkring 76 år återkommande, sedermera efter honom uppkallad komet. 
Sitt förnämsta verk, Tabulæ astronomicæ (1749), hann Halley inte ge ut själv. Utom nu nämnda arbeten utgav han en mängd andra över astronomiska, fysikaliska och
matematiska ämnen. Bland i dem offentliggjorda upptäckter och uppfinningar bör nämnas hans uppvisande av fixstjärnornas egenrörelser, hans teori om magnetnålens variation och om fyra magnetiska poler, hans förbättring av dykarklockan och hans spegeloktant.

## Eftermäle
Asteroiden 2688 Halley är uppkallad efter honom.
Nedslagskratrarna Halley på månen och Halley på planeten Mars är uppkallade efter honom.